# Канбулат Юлдашев
Канбулат Юлдашев — походный старшина Тамьянской волости. Полковник повстанческой армии. В восстание включился в первые же дни. В составе «башкирского полка» Кинзи Арсланова принимал участие в сражениях под Оренбургом. Об этом говорит ордер, выданный в ноябре 1773 года атаманом Кинзей Арслановым повстанческим старшинам Канбулату Юлдашеву и Худайназару Телявбердину, где говорится: «Супротивников нашему государю, также полки и бояр истреблять вам, сколько вы можете».

## Предводитель Пугачевщины
В ноябре 1774 года в составе повстанческого войска Каскына Самарова и Караная Муратова Канбулат Юлдашев из-под Оренбурга отправился в Башкирию, участвовал в захвате Стерлитамакской пристани, Табынской крепости и Богоявленского завода. В конце ноября — первой половине декабря 1774 года вместе с Каскыном Самаровым и Тураем Ишалиным возглавлял осаду Уфы. О том, что Канбулат Юлдашев входил в командный состав повстанческого войска под Уфой, говорят несколько документов. 12 декабря он вместе с Каскыном Самаровым и Ибрагимом Мрясевым составил указ старшинам и сотникам Иланской волости Казанской дороги с требованием принять годных людей в повстанческие отряды. В указе Военной коллегии Ивану Зарубину от 20 декабря руководители Чесноковского повстанческого центра полковники Канбулат Юлдашев и Каскын Самаров обвиняются в раздувании национальной розни. И после приезда И. Н. Зарубина в Чесноковку Канбулат Юлдашев оставался в числе предводителей повстанческого войска, вместе с Зарубиным и Каскыном Самаровым подписывал документы, исходящие из походной канцелярии.
Весной 1774 года Канбулат Юлдашев не прекращал борьбу, с повинной к властям не явился. Летом вместе с Каскыном Самаровым и другими башкирскими предводителями развернул повстанческую деятельность на территории Ногайской дороги. Каип Зиямбетов и Ибрагим Мрясов, соратники на первом этапе Крестьянской войны, но ставшие летом 1774 года правительственными информаторами, в своем рапорте мишарскому «верному» старшине Ишмухамету Сулейманову от 24 июля 1774 года сообщали: «А Каранай, Канбулат и Кинзи-абыза меньшой брат Кутлукильда, сын ево, Кинзи, Сляусин, набрав сот до шести башкирцов, находятся в вершине реки Кундряку». Об активных действиях Канбулата Юлдашева знали и власти. 13 июля 1774 года, опираясь на сведения татарского информатора Хамзы Усманова, Уфимская провинциальная канцелярия рапортовала оренбургскому губернатору И. А. Рейнсдорпу, что южнее Уфы, в деревне Карамалы «под предводительством башкирцов Кайбулата и Култучюры, да татарина Аллагула Акаева» собрали толпу в 200 человек, послали людей к «верным» старшинам Кыдрасу, Алибаю, Каипу и Ибрагиму с предложением объединить силы и организовать поход на Уфу".
Дальнейшая судьба Канбулата Юлдашева неизвестна. В списках явившихся с повинной и подследственных в Казанской секретной комиссии его имя не значится.

## Источник
- Крестьянская война 1773—1775 гг. на территории Башкирии